# Windows Movie Maker
Windows Movie Maker (WMM) – edytor wideo firmy Microsoft, który po raz pierwszy dołączono do systemu operacyjnego Windows Me, a po raz ostatni do Windows Vista. Następnie program przestał być dostarczany w pakiecie systemowym, ale w systemie Windows 7 oraz nowszych można go było pobrać w pakiecie Windows Essentials (pakiet oferował zestaw programów w modelu freeware, co oznaczało, że można je było darmowo pobrać z Internetu).
Program WMM daje dostęp do opcji takich jak dzielenie filmu na klipy czy dodawanie komentarza audio lub też łączenie obrazów, tak aby były w jednym ciągu. Pliki zapisywane są w formacie Windows Media Video (*.wmv), Microsoft Windows Movie Maker (*.MSWMM), Windows Essentials (*.wlmp) oraz w nowszych edycjach MPEG4 (*.mp4).
Program WMM jest prosty w obsłudze. Zaimportowane klipy wideo przenosi się na oś czasu, można też pod nie podłożyć dwie ścieżki dźwiękowe – muzykę i komentarz głosowy. Od wersji 2.1 (która pojawiła się w aktualizacji zbiorczej Service Pack 2 dla Windows XP) program daje możliwość zastosowania różnych animacji przejść, efektów wideo, tytułów i napisów końcowych.